# Kaufmann im Groß- und Außenhandel
Kaufmann im Groß- und Außenhandel respektive Großhandelskaufmann (Österreich) ist ein staatlich anerkannter Ausbildungsberuf in Deutschland und Österreich. Bei diesem Beruf in der Sparte Handel werden sämtliche kaufmännischen Tätigkeiten von der Angebotseinholung über die Lagerung bis zum Verkauf durchgeführt.
Im Jahr 2023 wurden in Deutschland 10.605 neue Ausbildungsverträge abgeschlossen. Auf der Rangliste der Ausbildungsberufe nach Neuabschlüssen in Deutschland steht der er damit auf Rang 12.

## Berufsbild und Aufgaben
Großhandelskaufleute arbeiten in den Büros von Großhandelsunternehmen, im Außendienst oder auch in Lagern und Verkaufsräumen. Aufgaben sind der Ein- und Verkauf von Waren für Industriebetriebe, Zwischen- und Einzelhändler. Großhandelskaufleute sorgen dafür, dass die Waren termingerecht an den Kunden geliefert werden. Sie beraten die Kunden umfassend über die Eigenschaften der Waren und haben Überblick über die Hersteller und den Markt. Zusätzlich bieten sie Beratung über Finanzierungs-, Service- und Marketingleistungen an. In Deutschland spezialisieren sie sich – je nach der Zahl der Kontakte ins Ausland oder Inland – schon während der Ausbildung auf den Außenhandel oder den Großhandel.

## Ausbildung

### Deutschland
Grundsätzlich wird hier bei der Ausbildung zwischen den Fachrichtungen Großhandel und Außenhandel unterschieden. Daraus ergibt sich eine unterschiedliche Gewichtung der Ausbildungsinhalte. Voraussetzung für die Ausbildung ist in den meisten Fällen der Mittlere Bildungsabschluss. Die meisten Ausbildungsbetriebe verlangen heutzutage allerdings den schulischen Teil der Fachhochschulreife, da bei diesem Abschluss aufgrund der Fächer Betriebswirtschaftslehre und Rechnungswesen viele Kenntnisse bereits vorhanden sind. Die Ausbildung dauert in der Regel drei Jahre (Verkürzungen sind möglich) und endet mit der Abschlussprüfung vor der Industrie- und Handelskammer.

#### Wahl des Schwerpunktes der Ausbildung
Die Wahl der Fachrichtung wird durch den Ausbildungsbetrieb und dessen geschäftlichen Schwerpunkt bestimmt, der entweder mehr im Inlands- oder überwiegend im Auslandsgeschäft liegt. Die betriebliche wie die schulische Ausbildung vermittelt eine Reihe gemeinsamer Fertigkeiten und Kenntnisse, beispielsweise die Organisation des Ausbildungsunternehmens, Personalwirtschaft, Warenwirtschaft, Absatzwirtschaft oder Rechnungswesen. Bei den speziellen Kenntnissen der Fachrichtung Großhandel stehen die Inhalte der Waren- und Lagerwirtschaft im Mittelpunkt, während bei der Fachrichtung Außenhandel der Themenkomplex Auslandsmärkte und die Abwicklung von Außenhandelsgeschäften sowie die Anwendung von Fremdsprachen den Schwerpunkt bilden.

### Österreich
Im Unterschied zu Deutschland lautet in Österreich die offizielle Bezeichnung nach dem Berufsausbildungsgesetz (BAG) Großhandelskaufmann. Es gibt keine Fachrichtungen zur Auswahl, und der Schwerpunkt liegt stärker auf dem Bereich Großhandel, wobei die dazugehörenden Ausbildungsinhalte weitgehend identisch zu denen in Deutschland sind. Großhandelskaufleute absolvieren in Österreich ebenfalls eine dreijährige Lehre in Form einer dualen Ausbildung und legen am Ende die Lehrabschlussprüfung ab. Diese Prüfung gilt zugleich als Abschluss für die Lehre zum Bürokaufmann. Verwandte Lehrberufe, wie Speditionskaufmann oder Industriekaufmann und viele andere Handelsberufe können mit verkürzter Lehrzeit absolviert werden.

## Weiterbildungsmöglichkeiten

### Deutschland
Ausgebildete Kaufleute im Groß- und Außenhandel haben die Möglichkeit, durch den Besuch weiterführender Fachschulen eine höhere kaufmännische Qualifikation z. B. zum Fachkaufmann, Fachwirt oder Betriebswirt zu erwerben.

#### Fachwirt Groß- und Außenhandel
Synonyme Berufsbezeichnung zu Außenhandelsfachwirt, Exportkaufmann, Fachwirt – Exportwirtschaft oder Fachwirt – Import/Export. Fachwirte für Außenhandel übernehmen qualifizierte Fach- oder Führungsaufgaben in der Außenwirtschaft.
Ihre Tätigkeit beinhaltet folgende Aufgaben:
- Beobachtung der Auslandsmärkte
- Anbahnung von Exportgeschäften: Lagergeschäfte, Streckengeschäfte und Abladegeschäfte
- Kalkulation von Exportpreisen gem. Incoterms
- Vereinbarung außenhandelsspezifischer Kaufvertragspunkte wie Markierung, Ursprungsbezeichnung, Qualitäts- und Mengenbestimmung, Liefertermine, Versandtermine und Selbstbelieferungsvorbehalt
- Untersuchung von Exportprogrammen und Exportwegen
- Fremdsprachliche Korrespondenz
- Güter- und transportbezogene Abwicklung von Auslandsgeschäften: Containertransport mit vereinbarter Aufgaben- und Kostenverteilung
- Schnittstelle zu Spediteuren, Schiffsmaklern und Reederei-Agenten
- Vereinbarung von Seefracht-Transportversicherungen
- Zollamtliche Güterabfertigung
- Ausstellen von Transportdokumenten: Konnossement (englisch Bill of Lading), internationaler Eisenbahnfrachtbrief, Frachtbrief für Straßengüterverkehr, Luftfrachtbrief, Seefrachtbrief, anderen Warenbegleitpapieren sowie Spediteurversanddokumenten: FCR, FCT und FBL
- Bearbeiten von Warenauslieferungsdokumenten: Konnossementsteilschein, Reederei-Lieferschein, Kai-Teilschein, Delivery Order, Liefer- und Lagerschein
- Bearbeiten von Einfuhrdokumenten: Einfuhrrechnung, Ursprungszeugnis und Einheitspapier
- Kontrolle von Fracht- und Zollpapieren
- Kostenrechnungsvorgängen und deren Bearbeitung
- Zahlungsbezogene Dokumentenabwicklung auf D/P oder D/A-Basis
- Zahlungsbezogene Dokumentenabwicklung: Kasse gegen Dokumente
- Zahlungsbezogene Dokumentenabwicklung: Dokumente gegen Akzept
- Zug-um-Zug-Geschäfte in der Dokumentenakkreditivabwicklung
- Finanzbezogene Abwicklung über Exportfactoring
- Führen von Außenhandelsstatistiken Intrastat

#### Betriebswirt für internationale Wirtschaft
Diese Ausbildung ist möglich als Kaufmann im Groß- und Außenhandel mit mindestens 5-jähriger Berufserfahrung oder auch nach einem Studium zur Weiterqualifikation.
Die Aufgaben im Einzelnen sind stark abhängig von der Vorbildung und persönlichen Neigungen.
Betriebswirte f. int. Wirtschaft entwickeln Lösungen für komplexe betriebswirtschaftliche und außenhandelsspezifische Probleme und wickeln Aufgaben selbständig oder als Teamleiter ab. Sie beobachten ausländische Märkte, analysieren betriebswirtschaftliche und unternehmenspolitische Situationen bei der Anbahnung von Exportgeschäften, kalkulieren Exportpreise, gestalten Exportprogramme, -portfolios sowie Exportwege und führen die fremdsprachliche Korrespondenz.
Haupttätigkeiten befinden sich außerdem im Absatz- oder Marketingbereich: Sie ermitteln potenzielle Geschäftspartner, holen Angebote von Produkten und Leistungen im Ausland ein und bahnen auch auf Messen Kontakte mit wichtigen Firmen und Institutionen an. Die ordnungsgemäße Abwicklung von Auslandsgeschäften, das Ausstellen und die Verwendung fremdsprachiger Dokumente, die Kontrolle von Fracht- und Zollpapieren, die Abwicklung von Kostenrechnungsvorgängen und die Bearbeitung von Reklamationen gehören zu ihrem Aufgabenbereich.

#### Handelsmittler im Außenhandel
Im Außenhandel existieren eine Reihe von spezifischen Handelsvertreterberufen
- Exportvertreter
- Auslandsvertreter
- CIF-Agent
- Handelsmakler
- Kommissionär

### Österreich
Neben vielen fachspezifischen Fortbildungskursen gibt es auch akademische Weiterbildungsangebote. Die bestandene Lehrabschlussprüfung ermöglicht in Österreich auch den Zugang zur Berufsmatura (Berufsreifeprüfung) und in Folge zu Höherqualifizierungen an Kollegs, Fachhochschulen und Universitäten. So gibt es für den Bereich Großhandel zahlreiche Ausbildungen in Betriebswirtschaft oder Sales Management oder für den Bereich Außenhandel universitäre Exportlehrgänge. Je komplexer die Anforderungen im Außenhandel werden, desto eher wird von Bewerbern aber ein Studienabschluss verlangt.